# Nandana Sen
Nandana Sen ou Nandana Dev Sen est une actrice et scénariste indienne qui a tourné sur plusieurs continents, ainsi qu'une militante pour les droits de l'enfant et une écrivaine qui s'illustre dans plusieurs genres littéraires. Elle a commencé  sa carrière au cinéma en 1997 et connut son premier succès dans Black, de Sanjay Leela Bhansali. Si elle a ensuite travaillé avec des réalisateurs indiens tels que Ram Gopal Varma ou Ketan Mehta, elle a aussi pu signer pour l'un des rôles principaux du film américain indépendant sur le thème du terrorisme, The War Within (en), qui a été présenté en première au Festival international du film de Toronto et, dans le même temps, elle a commencé à se forger une réputation d'être attirée par des rôles décalés, stimulants et exigeants, souvent sur un thème social ou politique, comme dans Rang Rasiya qui attendit 6 ans avant de passer la censure indienne à cause de sa nudité et de ces « scènes audacieuses de baisers et une longue séquence amoureuse où les deux acteurs principaux finissent entièrement nus et barbouillés de couleurs ».

## Biographie
Elle est la fille d'Amartya Sen, prix dit Nobel d'économie, récipiendaire du Bharat Ratna et concepteur de l'indice de développement humain. Quant à sa mère, elle était une universitaire et écrivaine Nabaneeta Dev Sen (en), et sa sœur Antara Dev Sen (en) est journaliste. Elle est aujourd'hui mariée à John Makinson (en) et eut pour compagnon Madhu Mantena (en).
Ses premiers textes, des poèmes, furent sélectionnés par Satyajit Ray et publiés alors qu'elle n'était qu'un enfant.
Elle a étudié à l'université Harvard, où elle fut membre de la fraternité étudiante Phi Beta Kappa. Elle étudia ensuite à la USC School of Cinematic Arts, produisant et réalisant plusieurs courts-métrages. Pour sa formation d'actrice, elle est passée par le Lee Strasberg Theatre and Film Institute et le Royal Academy of Dramatic Art.
Elle fut éditrice pour Houghton Mifflin Harcourt, traductrice et a publié des livres qui vont des livres pour enfants aux poèmes en passant par les essais.
Dans son militantisme en faveur des droits de l'enfant, elle collabore avec l'UNICEF
Elle se revendique « excentrique et étrange dans ses décisions », ce qui peut aller jusqu'à monter sa nudité, ce qui ne fut pas facile pour elle, comme dans Rang Rasiya, film de Ketan Mehta sur le peintre indien Ravi Varmâ. Ce film sur la censure et la liberté d'expression passa la censure indienne, plutôt difficile sur le sujet : montré en 2008 au Festival du film de Londres, le film ne fut autorisé qu'en 2014 en Inde. Ayant reçu le Kalakar Award pour ce rôle, elle a rendu hommage aux victimes de l'attentat contre Charlie Hebdo lors de la réception du prix en janvier 2015

## Filmographie partielle
- 1997 : La Poupée de Goutam Ghose, présenté au festival de Cannes 1997 dans Un certain regard[11]
- 1999 : Branchie (film) (it), de Francesco Ranieri Martinotti
- 2000 : Seducing Maarya (en) de Hunt Hoe
- 2005 : Black de Sanjay Leela Bhansali
- 2005 : My Wife's Murder de Jijy Philip
- 2007 : Strangers d'Aanand L. Rai
- 2008 : Rang Rasiya de Ketan Mehta
- 2008 : The World Unseen de Shamim Sarif
- 2010 : Jhootha Hi Sahi d'Abbas Tyrewala

## Œuvres textuelles

### Littérature pour la jeunesse
- Au lit, la journée est finie !, éditions Circonflexe,[12]
- In My Heat, Penguin Books[13]
- Kangaroo Kisses, Otter-Barry Books
- Talky Tumble of Jumble Farm, Penguin Books
- Mambi and the Forest Fire, Penguin Books
- Not Yet!, Tulika Books (en)

### Poésie
- Make Up Your Mind, 25 poèmes sur Nabaneeta Dev Sen (en)

### Traduction
- Acrobat de Nabaneeta Dev Sen (traduit du bengali vers l'anglais)